# Wacław Płodowski
Wacław Płodowski (ur. 20 października 1881 w Czyżewie, zm. 29 marca 1939) – pedagog, dyrektor Gimnazjum Męskiego Towarzystwa Opieki Szkolnej w Częstochowie w latach 1915–1939.

## Życiorys
Syn Józefa i Lucyny z Popławskich. Po ukończeniu gimnazjum studiował na Politechnice Warszawskiej. Za działalność patriotyczną był więziony. W 1909 otrzymał dyplom inżyniera na Wydziale Chemicznym Politechniki w Kijowie. W późniejszym czasie zamieszkał w Częstochowie. Poświęcił się pracy pedagogicznej. Początkowo wykładał w Gimnazjum Gustawa Kośmińskiego, Gimnazjum Sióstr Najświętszej Rodziny z Nazaretu oraz na kursach rzemieślniczych. W 1915 został dyrektorem Gimnazjum Męskiego Towarzystwa Opieki Szkolnej w Częstochowie, które od 1918 przyjęło nazwę I Gimnazjum Państwowe im. Henryka Sienkiewicza w Częstochowie. Wprowadzał nowatorskie metody pracy, dzięki jego staraniom i poparciu przy szkole powstały:
- ogródek zoologiczny
- ogródek botaniczny
- dwie orkiestry: symfoniczna i dęta oraz dwa chóry: mieszany i męski
- pierwsza w mieście drużyna harcerska im. Waleriana Łukasińskiego.

Szkoła prowadzona przez Płodowskiego uznawana była za jedną z najlepszych w kraju, uważało się, że „pod względem organizacyjnym i poziomu nauczania ustępowała w tamtych latach jedynie Gimnazjum im. S. Batorego w Warszawie”. Wymieniany jako członek elit częstochowskich, postać niezwykle istotna dla rozwoju tego miasta po odzyskaniu niepodległości przez Polskę. Inne pełnione funkcje:
- od 1916 członek zarządu Towarzystwa Biblioteki Publicznej w Częstochowie,
- prezes Częstochowskiego Koła Towarzystwa Nauczycieli Szkół Średnich i Wyższych,
- w latach 1932–1938 prezes Towarzystwa Popierania Kultury Regionalnej w Częstochowie.

Płodowski był pedagogiem surowym i wymagającym, co nie przydawało mu sympatii w oczach wychowanków, jednak zaprowadzone przez niego metody wychowawcze sprawiły, że po latach absolwenci „Sienkiewicza” nadal czuli się głęboko związani ze swoją szkołą i jak pisze jeden z nich:
Staliśmy się dumni, że byliśmy uczniami „Sienkiewicza” czy, jak to wówczas mówiło – gimnazjum Płodowskiego, a swemu dyrektorowi jesteśmy do dzisiaj bardzo wdzięczni.
Został pochowany na Cmentarzu Kule w Częstochowie.

## Ordery i odznaczenia
- Krzyż Kawalerski Orderu Odrodzenia Polski (11 listopada 1937)[5]
- Złoty Krzyż Zasługi (13 kwietnia 1929)[6]